# Ego (Willy William)
Ego is een nummer van de Franse zanger en dj Willy William uit 2015. Het is afkomstig van zijn album Une seule vie.
Het Franstalige nummer werd in een aantal Europese landen een hit. In Willy Williams thuisland Frankrijk behaalde het nummer de 12e positie. In 2016 verwierf het nummer ook populariteit in het Nederlandse taalgebied met een 4e positie in de Nederlandse Top 40 en een 16e positie in de Vlaamse Ultratop 50.